# TechCrunch
TechCrunch — интернет-издание о стартапах, интернет-бизнесе, инновациях и веб-сайтах. TechCrunch был основан Майклом Аррингтоном в 2005 году. Первый пост в блоге появился 11 июня 2005 года.

## TechCrunch Network
TechCrunch в настоящее время связан и тесно сотрудничает с несколькими другими сайтами, которые объединяются в TechCrunch Network. В настоящее время в TechCrunch Network входят следующие интернет-сайты и проекты:
- CrunchBase (crunchbase.com) — онлайновая база данных компаний, людей и инвесторов, которая выполнена в стиле вики. Базу данных «CrunchBase» может редактировать любой желающий. Перед тем, как статья, написанная пользователем сайта, попадёт в публичный доступ, она проходит процесс выверки и корректирования. На октябрь 2009 года на «CrunchBase» расположено более 27 000 профилей компаний, более 40 000 профилей людей, более 3 000 профилей финансовых организаций, описано более 8 000 циклов финансирования и т. д.[3]

- CrunchGear (crunchgear.com) — блог, посвящённый гаджетам, механизмам и аппаратному обеспечению компьютеров. Шеф-редактором является Джон Биггс (англ. John Biggs). Кроме него, в «CrunchGear» участвует шесть других сотрудников.[4]

- MobileCrunch — блог, основной тематикой которого является индустрия мобильных компьютеров и устройств. Главный редактор — Грег Кампарак (англ. Greg Kumparak).

- TechCrunch IT

- TechCrunch Europe — изначально представлял собой отдельный блог под названием TechCrunch UK, который был ориентирован на европейские и нацеленные на европейский рынок сервисы Web 2.0. Однако 13 декабря 2006 года этот блог был остановлен, в инциденте участвовали Майкл Аррингтон, главный редактор TechCrunch UK Сэм Сети (англ. Sam Sethi) и Лоик Ле Мёр.[5] В сентябре 2007 года блог был перезапущен с новым названием — «TechCrunch Europe», и новым главным редактором Майком Бутчером (англ. Mike Butcher).

- TechCrunch France — содержит как оригинальный контент, так и переведённые материалы с основного блога. TechCrunch France основан в феврале 2006 года Ориэлем Охайоном (англ. Ouriel Ohayon ), который был на посту главного редактора до 2009 года.

- TechCrunch Japan — содержит как оригинальный контент, так и переведённые материалы с основного блога.

- Gillmor Gang[англ.] — подкаст об информационных технологиях, который ведёт Стив Гиллмор (англ. Steve Gillmor), бывший сотрудник ZDNet.

- Elevator Pitches

## Программы
«TechCrunch» предоставляет рекламным агентствам размещать рекламные изображения на своём сайте. Компания «TechCrunch» провела конференцию TechCrunch50, которая проходила с 8 по 10 сентября 2008 года в Калифорнии.
«TechCrunch» руководит наградами «The Europas», которые присуждают лучшим технологическим компаниям и стартапам на интернет- и мобильной сцене в Европе.
«TechCrunch» является одним из основателей награды «The Crunchies».

## TechCrunch в России

### Веб-сайт
Российский аналог блога TechCrunch, не относящийся к TechCrunch Network, был запущен в 2005 году. Из-за отсутствия прав на использование товарного знака и четкой стратегии развития, нерегулярного обновления и низкого качества контента, ведение блога было приостановлено в 2008 году. За все время существования проект собрал более 250 подписчиков.

### IT-конференция

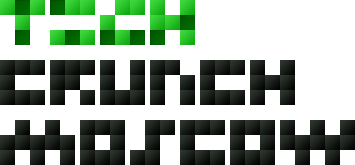
Логотип конференций TechCrunch Moscow

Единственной формой присутствия компании TechCrunch в России являются конференции TechCrunch Moscow, организуемые при участии TechCrunch Europe. Конференции проходят ежегодно с 2010 года в центре Digital October и транслируются на сайте центра в прямом эфире. В рамках TechCrunch Moscow формируется повестка дня российского рынка компьютерных, сетевых, мобильных и других технологий, проходит обсуждение новых стартапов и обзор интернет-проектов, а также задаются ориентиры развития высокотехнологичного бизнеса на следующий год. В конференции принимают участие представители ведущих технологических компаний, предприниматели и инвесторы. Все докладчики выступают на английском языке (с синхронным переводом на русский). Каждый год мероприятие завершается «Битвой стартапов», во время которой представители российских проектов за короткое время должны убедить жюри в том, что они достойны получения инвестиций. Судят «Битву» крупные предприниматели и венчурные инвесторы.

### Темы конференций и участники

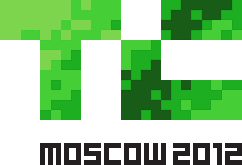
Логотип конференции TechCrunch Moscow 2012

- В 2010 году обсуждались стартапная и венчурная экосистемы Москвы и России. На мероприятие было аккредитовано более 60 журналистов[18]. В конференции приняли участие более 700 человек[15], в том числе: Майк Бутчер, Аркадий Дворкович (помощник президента России), Дмитрий Гришин (глава Mail.Ru Group), Аркадий Волож (глава компании Яндекс), Игорь Щеголев (министр связи и коммуникаций РФ), Антон Носик (медиадиректор SUP Media), Семен и Ефим Войновы (создатели игры Cut the Rope), Анатолий Карачинский (глава компании IBS), Аркадий Морейнис (глава компании Главстарт), Эдуард Шендерович[англ.] (управляющий партнер Kite Ventures)[19].

- В 2011 году обсуждалась мобильная индустрия, электронная коммерция и влияние цифровых технологий, социальных сетей и новых медиа на глобальную политику. На конференции выступили около 30 спикеров, среди которых: Майк Бутчер, Лорен Ле Мол (англ. Laurent Le Moal, генеральный директор PayPal CEMEA), Роб Кэссиди (англ. Rob Cassedy, представитель eBay), Денис Свердлов (глава Yota), Маэль Гавэ (англ. Maelle Gavet, генеральный директор Ozon), Эндрю Кин (англ. Andrew Keen), Аннелис Ван Ден Бельт (англ. Annelies Van Den Belt, президент SUP Media), Аркадий Волож, Антон Носик, Эдуард Шендерович[англ.], Мортен Лунд (англ. Morten Lund)[15][20].

- В 2012 году конференция длилась два дня[21]. Одним из организаторов впервые стала компания AOL Tech Media (с 2010 года — владелец компании TechCrunch)[22]. Планировалось обсуждение противостояния бизнес-моделей, стратегий и технологий; появления новых рынков, компаний и лидеров[23]. Своё участие подтвердили Брент Хоберман (англ. Brent Hoberman, основатель Lastminute.com и Mydeco.com), Лукаш Гадовски (англ. Lukasz Gadowski, основатель фонда Team Europe), Аркадий Волож, Дмитрий Гришин, Сергей Белоусов (основатель компаний Parallels, Acronis, Acumatica, Rolsen), Маэль Гавэ, Кристиан Саллер (англ. Christian Saller, управляющий директор Kayak Europe), Антон Носик, Эдуард Шендерович[англ.] и другие[24].
- В 2015 году TechCrunch посетил основатель социальной сети «ВКонтакте» и мессенджера «Telegram» Павел Дуров[25].

## Популярность
По состоянию на 18 марта 2013 года «TechCrunch» занимает 5-е место в рейтинге 100 лучших блогов Technorati.

## Критика
TechCrunch сталкивается с высокой степенью общественного контроля, и сотрудники TechCrunch периодически обвинялись в различных конфликтах интересов. Одним из таких примеров является Оливер Старр (англ. Oliver Starr), оригинальный редактор MobileCrunch. Старр был вероятно уволен Аррингтоном, якобы в связи с конфликтом интересов, который возник из-за Старра, который был старшим мобильным аналитиком для «The Guidewire Group».